# Среди серых камней
«Среди серых камней» — советский художественный фильм режиссёра Киры Муратовой.

## Синопсис
По повести Владимира Короленко «В дурном обществе».
Смерть жены опустошила дом судьи. Теперь он одержим мучительными воспоминаниями о жене и о прошлом. Действительность вызывает в нём лишь досаду и раздражение. Сын судьи Вася стремится прочь из родительского дома. Его друзьями становятся дети нищего — Ва́лек и Маруся, живущие среди могильных плит. Иногда он бывает с ними счастлив — и тогда ему жаль своего отца.

## В ролях
- Игорь Шарапов — Вася
- Оксана Шлапак — Маруся
- Роман Левченко — Ва́лек
- Сергей Попов — Валентин
- Станислав Говорухин — отец Васи, судья
- Виктор Аристов — нищий
- Виктор Гоголев — Жан
- Фёдор Никитин — «профессор»
- Владимир Пожидаев — «генерал Туркевич»
- Нина Русланова — домоправительница

В эпизодах:
М. Батрак, Наталья Ващенко, Ф. Войтчик, О. Гладкий, В. Горбачевский, М. Данилов, Олег Шапко, Павел Полищук 
 В. Денис, Л. Драновская, Владимир Дятлов, М. Железнякова, И. Зайцев, А. Кантор, Виктор Черненко, В. Пацай 
Владимир Карасёв, М. Ковальский, Валентин Козачков, В. Костецкая, Леонид Кушнир, А. Шелехов, Лора Умарова, Всеволод Лисовский, В. Мамасахлистова, П. Михайличук, В. Павлов, Л. Сандецкая, Э. Трубин

## Съёмочная группа
- Автор сценария и режиссёр-постановщик: Кира Муратова (в титрах — Иван Сидоров)
- Оператор-постановщик: Алексей Родионов
- Художник-постановщик: Валентин Гидулянов
- Звукооператоры: И. Скиндер, В. Богдановский
- Режиссёр: Н. Попова
- Оператор: М. Курганский
- Художник-декоратор: В. Малюгин
- Художник по костюмам: Наталья Дзюбенко
- Художники-гримёры: С. Кучерявенко, А. Ситникова
- Монтажёр: Валентина Олейник
- Редактор: И. Матьяшек
- Ассистенты режиссёра: Т. Бородина, Т. Комарова, С. Игнашёва, Л. Бондарь
- Ассистент оператора: В. Авдеев
- Ассистенты художника: Е. Лонгвина, Л. Нагорная
- Директор: Вольдемар Дмитриев

В связи с сокращением ряда сцен и эпизодов, произведённым в фильме Государственным комитетом Украинской ССР по кинематографии, режиссёр Кира Муратова отказалась ставить свою фамилию в титрах. Выход фильма был отложен, в титрах значится «режиссёр Иван Сидоров», в таком виде хранится в кинофондах России.